# Вилкинсон (Индијана)
Вилкинсон (енгл. Wilkinson) град је у америчкој савезној држави Индијана.

## Демографија
По попису из 2010. године број становника је 449, што је 93 (26,1%) становника више него 2000. године.
| Група             | 2000.       | 2010.       |
| Белци             | 351 (98,6%) | 437 (97,3%) |
| Афроамериканци    | 0 (0,0%)    | 0 (0,0%)    |
| Азијати           | 0 (0,0%)    | 0 (0,0%)    |
| Хиспаноамериканци | 3 (0,8%)    | 9 (2,0%)    |
| Укупно            | 356         | 449         |